# Wilhelmsdorf, Baden-Württemberg
Wilhelmsdorf är en kommun i Landkreis Ravensburg i det tyska förbundslandet Baden-Württemberg. Wilhelmsdorf har ungefär 5 000. Till Wilhelmsdorf hör Esenhausen, Pfrungen och Zußdorf.
Kommunen ingår i kommunalförbundet Wilhelmsdorf tillsammans med kommunen Horgenzell.